# إيمرسون سيزار دوس سانتوس
إيمرسون سيزار دوس سانتوس هو لاعب كرة قدم برازيلي، ولد في 29 يوليو 1980 في ساو باولو في البرازيل. لعب مع نادي أونيفرسيداد ناسيونال.